# Westfield World Trade Center

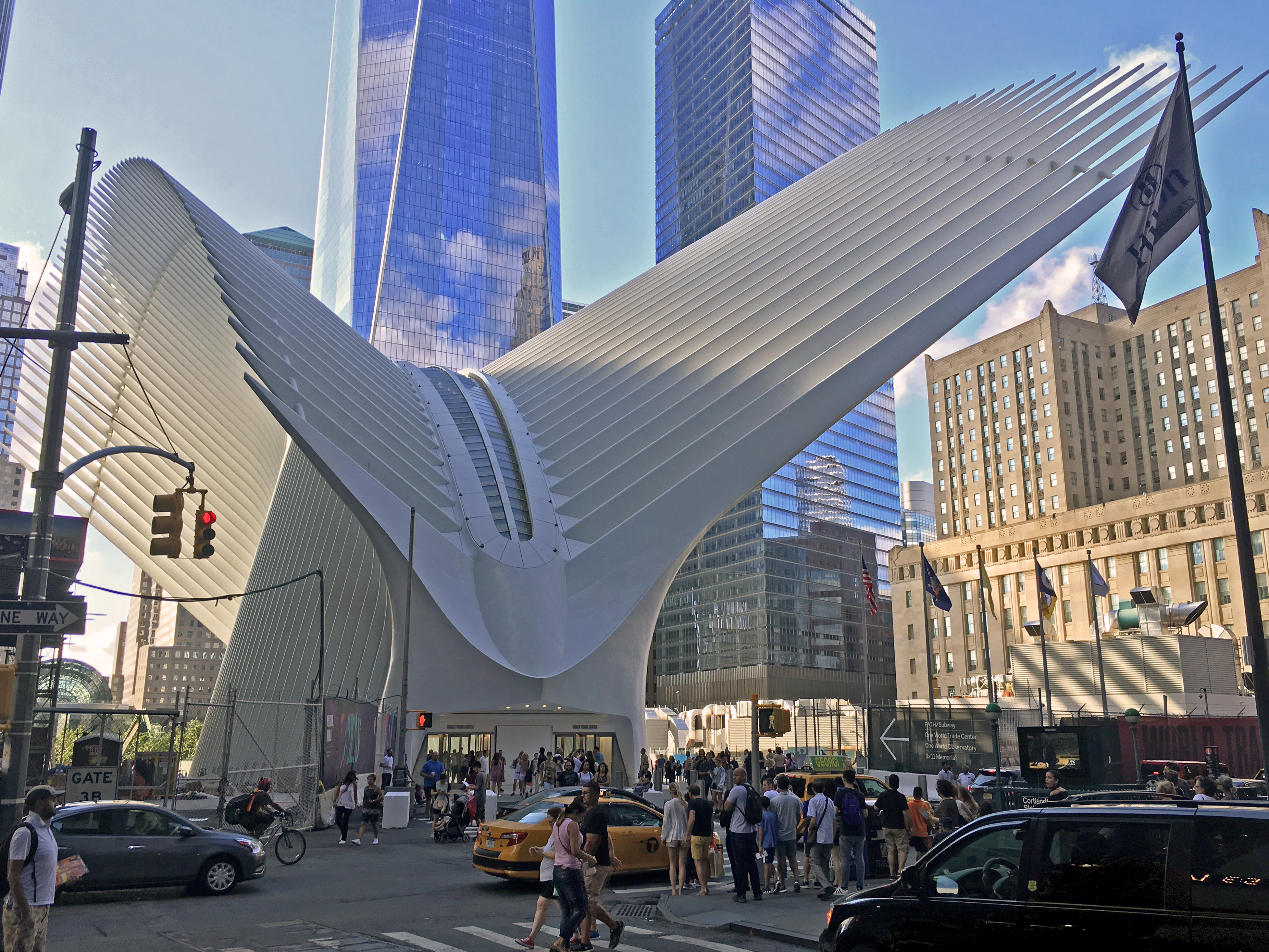
Foto del centro comercial del World Trade Center el 5 de septiembre del 2016

El Centro Comercial del World Trade Center fue un centro comercial localizado en el área de los pasillos del World Trade Center antes de que fuese destruido el 11 de septiembre de 2001.
Antes del 11 de septiembre, el centro comercial había sido arrendado al Grupo Westfield, en la cual tenían la intención de cambiarle el nombre a Westfield Shoppingtown World Trade Center, y se tenía planes de una renovación y expandirlo. En los planes de la expansión se contemplaba la construcción de 200,000 pies cuadrado (19,000 m²) de nuevo espacio comercial y restaurantes conocidos.
En enero de 2008, Westfield volvió a adquirir la zona del centro comercial a la ciudad de Nueva York y estará en el nuevo complejo del One World Trade Center.

## Condiciones del centro comercial el 11-S
Según varios testigos que se encontraban dentro del centro comercial en el mismo instante en que el (Vuelo 11 de American Airlines) se incrustó contra la Torre Norte es una bola de fuego del jet cayendo sobre el elevador y esparciéndose por todo el vestíbulo, llegando hasta el centro comercial. Según el reporte de la Comisión del 11-S 9/11, "La Autoridad Portuaria de Policías que se encontraban en el lugar de los hechos vieron una bola de fuego que había explotado y salido del vestíbulo de la Torre Norte, provocando que se agacharan para cubrirse." La sobreviviente Allison Summers describe las condiciones del centro comercial en lo siguiente: "Había alcanzado casi Uptown 1 y la 9.ª estación cuando ocurrió una enorme explosión. El edificio se estremeció. Escuche a las personas decir, 'Oh, no.' Algunos, gritaban.... Mire hacia adelante al pasar Banana Republic, pasé el Citibank hacia afuera de la plaza. En ese instante, había una horripilante humareda saliendo de las puertas y pasillos. Luego el humo se dirigía hacia nosotros, como si tuviera su propia voluntad. Nosotros corrimos, corrimos juntos hasta pasar por la tienda Coach. corrimos para salirnos de la dirección de esta enorme ola de humo. Era como si estuvieramos siendo perseguidos y todas las personas de los pasillos corrimos. Giramos a la derecha, y nos dirigimos a los trenes del PATH. Mientras corríamos, las personas de las tiendas nos llamaban para que entráramos, y nos preguntaron '¿Qué pasó? ¿Qué pasó?' Pero corrimos tan rápido que no pudimos responderles y corrieron con nosotros. Algunas personas estaban llorando; otras lloraban. Nos movimos como un sólo cuerpo. Nadie nos empujaba y nadie empujaba. Todos teníamos la misma meta: salir del edificio."
Poco después del primer impacto, el agua empezó a salir de los rociadores de emergencias que habían sido activados. Mientras Erik Ronningen describía, "Me arrastre hacia llegar el vestíbulo de la Torre Norte, sobre una cascada que salía del cielo raso del centro comercial, y corrimos alrededor de 75 yardas sobre el oscuro corredor del centro comercial de rodillas hasta llegar a la Torre Dos."

## Futuro Centro Comercial
El futuro Centro Comercial del World Trade Center, actualmente en construcción, tendrá alrededor de 500,000 pies cuadrado (46,000 m²) de espacio comercial, en la cual volverá a ser el centro comercial más grande de Manhattan. Aunque el centro comercial sólo será la mitad de lo que fue el centro comercial original (debido al nuevo espacio requerido para construir el museo del WTC), el centro comercial será de dos niveles, mientras que el centro comercial original fue de sólo un nivel. Además saldrán tres niveles adicionales sobre la Torre 2 y 3, y la Torre 4 tendrá cuatro niveles. Según el desarrollador Larry Silverstein:
"El diseño en la que hemos desarrollado junto con la Autoridad Portuaria es en no sólo construir el espacio comercial que perdimos durante el 11-S, si no que también iremos más allá de lo que una vez estuvo ahí. Queremos crear un destino real para los visitantes y compradores, un centro que compartirá muchas de las grandes tiendas que posee la ciudad."
La construcción del centro comercial localizada en la parte 1 del World Trade Center empezó a mediados del 2007. Según un comunicado de prensa del 9 de febrero de 2012 emitida por la Autoridad Portuaria de Nueva York y Nueva Jersey "se espera la inauguración del complejo de ventas al por mayor en el 2015." Westfield ha entrado en un acuerdo con la Autoridad Portuaria para la copropiedad y administración del Centro Comercial que será llamado Westfield World Trade Center, y recientemente ha comenzado la comercialización de espacio en el Centro Comercial, la apertura de una oficina de alquiler. En diciembre de 2013 la Autoridad Portuaria vendió su participación restante en el desarrollo comercial a Westfield, aunque la Autoridad Portuaria continúa siendo el propietario del sitio del World Trade Center. Esto una vez más trae minoría para el control completo de Westfield. El Centro Comercial abrirá sus puertas en 2015